# Agathidini
Ne doit pas être confondu avec Agathidiini.
Tribu
Les Agathidini sont une tribu de guêpes parasitoïdes du sous-ordre des Apocrita, de la famille des Braconidae, dans la sous-famille des Agathidinae.

## Présentation
Cette tribu a été nommée par l'entomologiste irlandais Haliday (1806-1870) en 1833.

## Genres
Les genres inclus dans cette tribu comprennent : 
- Agathis Latreille, 1804
- Alabagrus Enderlein, 1920
- Aneurobracon Brues, 1930
- Baeognatha Kokujev, 1903
- Bassus Fabricius, 1804
- Braunsia Kriechbaumer, 1894
- Camptothlipsis Enderlein, 1920
- Gyragathis van Achterberg & Long, 2010
- Ischnagathis Cameron, 1909
- Lytopylus Forster, 1862
- Megalagathis Schulz, 1906
- Mesocoelus Schulz, 1911
- Pharpa Sharkey, 1986
- Plesiocoelus van Achterberg, 1990
- Therophilus Wesmael, 1837
- Trachagathis Viereck, 1913
- Zamicrodus Viereck, 1912